# Los Especialistas
Los Especialistas es un grupo musical español.

## Historia del grupo
El grupo comenzó su andadura en Zaragoza (España), a finales de 1987, de la unión de Santiago del Campo (voz, saxo y flauta), Ramón Marcén (guitarra), Fernando de la Figuera (guitarra) y César Navarro (bajo), tras diversas experiencias previas en diferentes bandas (Gatos Locos, Enfermos Mentales, Acto Fallido, etcétera).

## Estilo musical
Su estilo es ecléctico, variado y difícil de encasillar, pues mezclan rock, pop, funk, rumba, ritmos afro-caribeños, sonidos suramericanos, reggae, trip hop, rai, etcétera. De hecho, se les considera pioneros en España en el mestizaje musical.

## Discografía
- 2001 Básico.
- 2000 Mundo verbena.
- 1998 Un pez en la maleta.
- 1995 Mundo mundial.
- 1993 Vapor.
- 1991 Los Especialistas.